# Hospital Dr. Abraham Godoy Peña
El Hospital Dr. Abraham Godoy Peña o simplemente Hospital de Lautaro, es un Hospital de la Provincia de Cautín en la Región de La Araucanía, es un centro de mediana complejidad, parte de la red hospitalaria del Servicio de Salud Araucanía Sur, nodo y centro de interconsultas para las comunas de Galvarino, Perquenco y Vilcún. 
Es uno de los dos centros de salud de La Araucanía acreditados por la Superintendencia de Salud junto al Hospital Regional de Temuco. 
Las dependencias del Hospital fueron puestas en funcionamiento el 20 de diciembre de 2015.

## Historia
El Hospital de Lautaro, data desde el año 1965 aproximadamente. Es un establecimiento de mediana complejidad denominado "NODO" ya que es el Hospital de referencia de las comunas de Vilcún, Galvarino, Perquenco, Pillanlelbún y Lautaro, posee 60 camas de dotación, cuenta con servicios de hospitalización, unidad de urgencia, Laboratorio, Rayos, Pabellón, Esterilización, Centro de Diálisis y unidades administrativas que sirven de apoyo al que hacer clínico.

## Servicios
- Urgencias
- Medicina Hombres
- Medicina Mujeres
- Maternidad
- Pediatría
- Pensionado
- Salud Dental
- Farmacia
- Rayos X
- Laboratorio
- Medicina Física y Rehabilitación
- Psicología
- Nutrición
- Podología
- Centro de Diálisis
- UTI
- Pabellón
- CECOSAM
- Camas Socio Sanitarias

Los casos de mayor complejidad son evaluados y derivados al Hospital Regional de Temuco.